# Sagoutier
Metroxylon sagu
Espèce
Le sagoutier (Metroxylon sagu) est une espèce de plantes de la famille des palmiers.
Il est probable qu'il soit originaire de Nouvelle-Guinée et il est très fréquent en Asie du Sud-Est.
L'homme produit une fécule alimentaire à partir du tronc appelée sagou.
Certaines espèces de Cycas, bien que toxiques, sont également appelées sagoutier.

## Description
Monoïque et monocarpique, le tronc d'un sagoutier peut atteindre une hauteur de 7-25 mètres avant de se terminer par une inflorescence. Le palmier produit des rejets basilaires qui peuvent être utilisés pour sa propagation.
Les larves de charançon rouge des palmiers sont appelées "vers de sagou" et sont une friandise très appréciée des populations locales.

## Importance économique
Le tronc du sagoutier râpé, donne après transformation une fécule alimentaire : le sagou, une poudre semblable à de l'amidon de maïs, mais elle offre peu de protéines et de vitamines. Très cultivés par les Papous en Papouasie-Nouvelle-Guinée, les sagoutiers sont les seules plantes à correctement se cultiver dans ces terres arides sous forêts. C'est également l'alimentation de base des Korowais de Nouvelle-Guinée et des Punans, qui sont les derniers nomades du Sarawak dans la jungle de l'île de Bornéo.

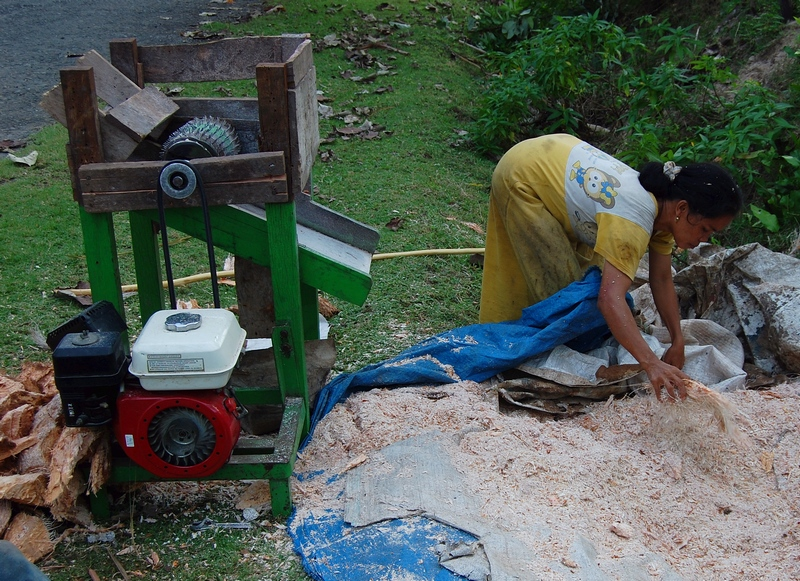
Râpage du tronc
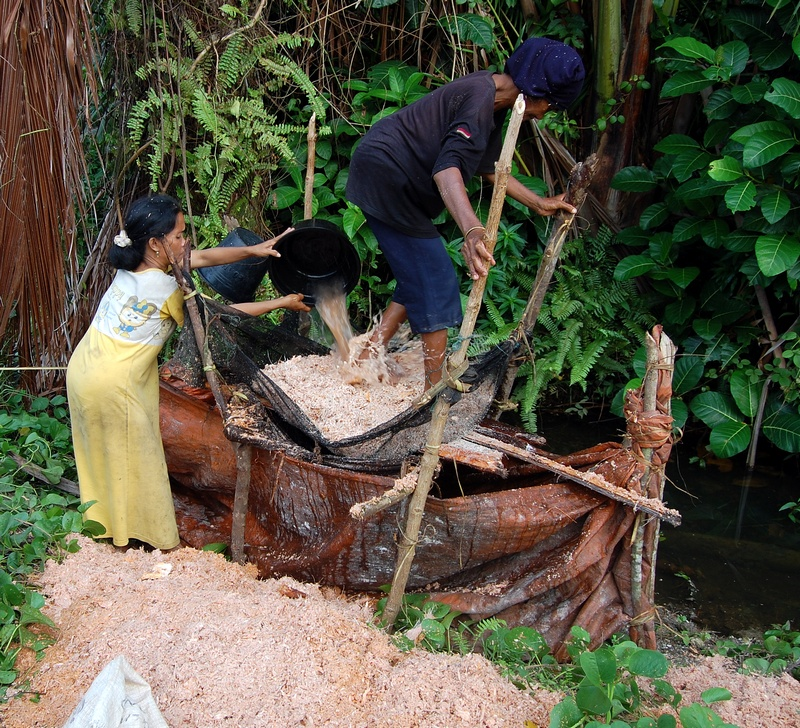
Lavage
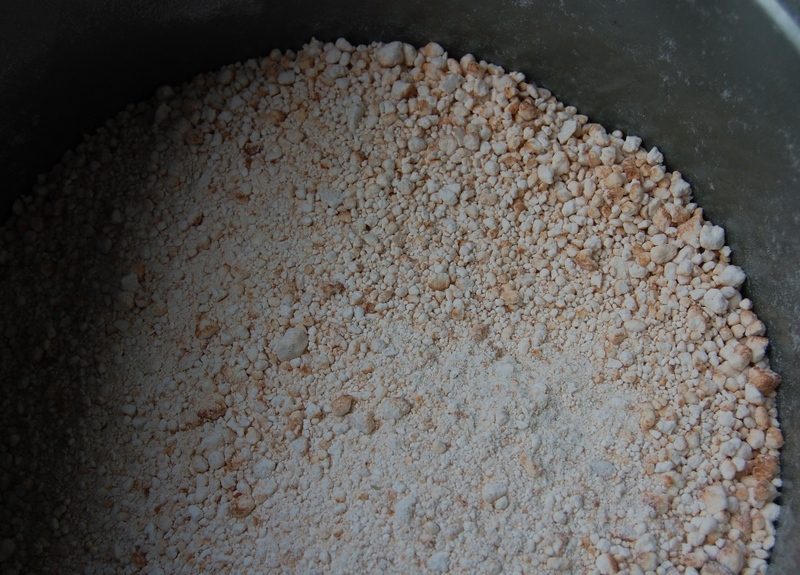
Fécule séchée
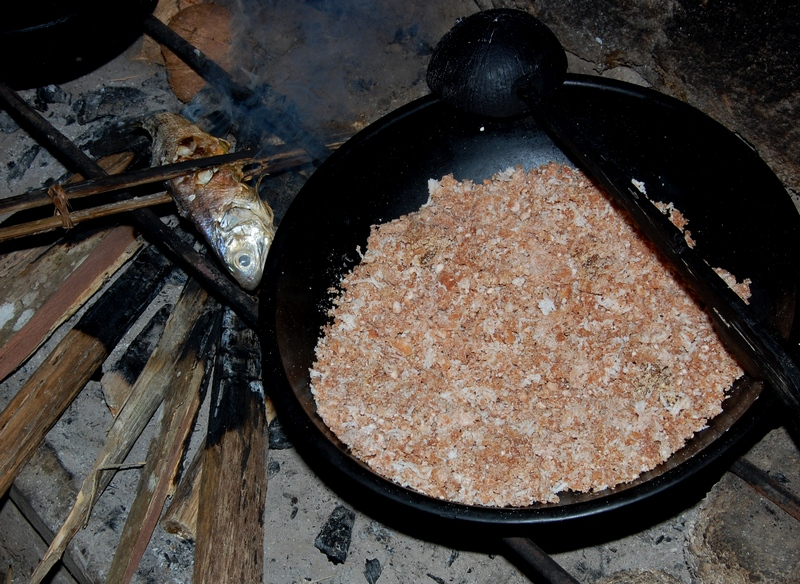
Fécule cuisinée. Servie avec un poisson grillé

Les feuilles du sagoutier servent à fabriquer des toits de "chaume".